# Debinha
Débora Cristiane de Oliveira, mais conhecida como Debinha (Brazópolis, 20 de outubro de 1991), é uma futebolista brasileira que atua como atacante ou meio-campista. Atualmente joga pelo Kansas City Current e eventualmente pela Seleção Brasileira.

## Carreira
Débora Cristiane de Oliveira começou a carreira contratada por Lorena com apenas 15 anos, ficando duas temporadas antes de se transferir para o Mato Grosso do Sul/Saad, com sede em São Caetano do Sul, no estado de São Paulo, um ano antes campeã da Copa do Brasil. Mais duas temporadas e decide se transferir para a Portuguesa de São Paulo, onde permanece por uma temporada, e no inverno de 2010 ingressar no Foz Cataratas de Foz do Iguaçu, no Paraná, formação com a qual conquista seu primeiro título nacional, a Copa do Brasil.
Durante o ano de 2011 transferiu-se para o Centro Olímpico, voltando a jogar no São Paulo, formação com a qual permaneceu até agosto de 2013.

### Avaldsnes IL
Em 2013, assinou com o Avaldsnes IL da Noruega.Debinha jogou por três temporadas no Avaldsnes IL de 2013 a 2015, onde garantiu a artilharia na temporada de 2014 com vinte gols.

### São José
No final de 2014, ela teve um curto período de empréstimo entre novembro e dezembro, juntamente com Rosana no São José, durante a tentativa bem-sucedida do clube de vencer a Copa Libertadores Feminina e o Campeonato Internacional Feminino naquele ano. Ela voltou para a Noruega no início de 2015.

### Dalian Quanjian
De fevereiro de 2016 a janeiro de 2017, ela jogou pelo Dalian Quanjian na Super Liga Feminina Chinesa. Com quem conquistou o campeonato chinês.

### North Carolina Courage
Em 5 de janeiro de 2017, ela assinou contrato com o Western New York Flash da National Women's Soccer League  que depois mudou o nome para North Carolina Courage. Ela passou a jogar como meia desde o começo da temporada, e marcou o primeiro gol do North Carolina Courage em seu estádio.
Debinha apareceu em todos os jogos da temporada regular para o North Carolina Courage em 2017 e marcou quatro gols. Ela começou o jogo da semifinal contra o Chicago Red Stars, mas foi forçada a deixar o jogo depois de deslocar seu cotovelo aos 10 minutos.  Esta lesão obrigou-a a perder o jogo do Campeonato, que o North Carolina Courage perdeu por 1-0 para o Portland Thorns.
Em 2018, Debinha foi nomeada para a equipe da NWSL do mês de março. Ela marcou oito gols durante a temporada regular, ajudando o Courage a ganhar seu segundo NWSL Shield. Debinha foi nomeada para o 2018 NWSL Second XI. Durante os play-offs, ela estava no time titular da semifinal e final. Debinha marcou aos 13 minutos do jogo do Campeonato, enquanto o North Carolina Courage venceu o Portland Thorns por 3 a 0 e venceu o Campeonato de 2018 NWSL.
Em 14 de janeiro de 2023, Debinha foi um dos anunciados pela FIFA como concorrente ao prêmio de melhor jogador do mundo, o The Best 2022.

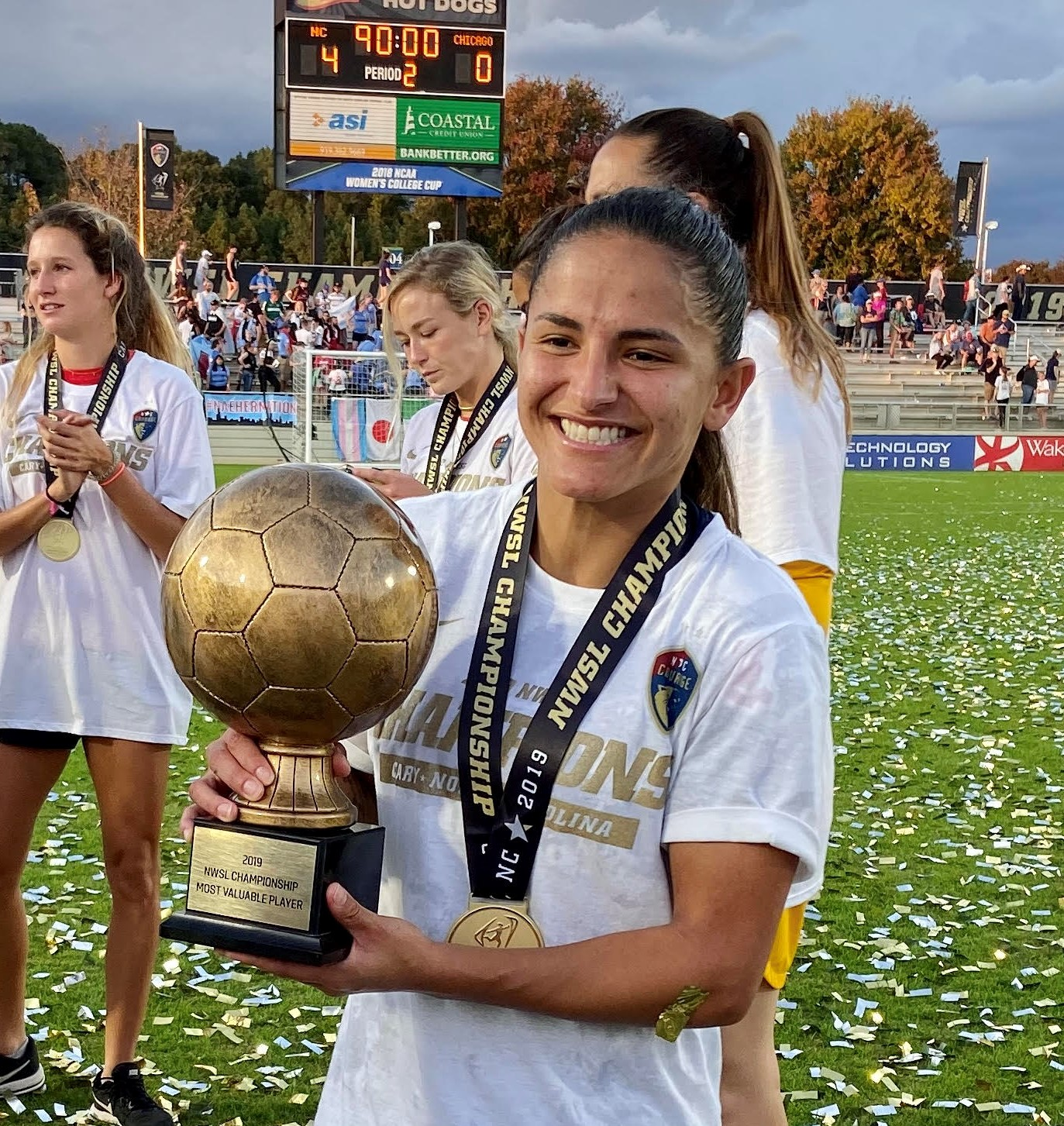
Debinha segurando o troféu de MVP da NWSL 2019

### Kansas City Current
Em janeiro de 2023, Debinha anunciou que ela havia assinado um contrato de dois anos com o Kansas City Current.

## Seleção Brasileira
Após representar o Brasil na Copa do Mundo Sub-20 da FIFA 2010, Debinha fez sua estreia na Seleção Brasileira de Futebol Feminino em 18 de outubro de 2011, dois dias antes de completar 20 anos. Nesse ano, também disputou a Universíada de 2011, em Shenzhen, onde ganhou a medalha de bronze.
Em 18 de fevereiro de 2021, ela jogou sua 100ª partida internacional pelo Brasil na vitória por 4 a 1 sobre a Argentina na Copa She Believes de 2021.
Debinha já soma 129 internacionalizações pelo Brasil, incluindo ums  4º lugar nas Olimpíadas de 2016 realizadas em de Tóquio em 2016 e 2020 e a Copa do Mundo FIFA de 2019 e 2023. Ela tem  gols pelo seu país natal. e sendo a terceira maior artilheira da seleção brasileira feminina com 62 gols (06/24).

## Títulos
North Carolina Courage
- National Women's Soccer League: 2018 e 2019
- NWSL Shield: 2017, 2018 e 2019
- NWSL Challenge Cup: 2020

Seleção Brasileira
- Copa América: 2018 e 2022[11]

## Medalhas
Seleção Brasileira Universitária
- Bronze na Universíada: 2011